# 取立山
取立山（とりたてやま）は、石川県白山市と福井県勝山市にまたがる標高1,307 mの山。加越国境に位置する両白山地の山で、恐竜渓谷ふくい勝山ジオパークや奥越高原県立自然公園内にある。特に福井県内有数の水芭蕉群生地と知られており、シーズン時には多くの登山客でにぎわう。

## 概要
山頂は石川県と福井県との県境（加越県境）の稜線から西へ突出した福井県の尾根上にある。面積約0.5 ha、約2,000株のミズバショウ群生地は取立平と呼ぶ県境稜線上の鞍部1,240 mにあり、その大部分は南東の石川県側に形成されている。取立山、山伏山の中腹にはゆるやかな台地状の斜面があって、そこには五所ヶ原、東山等の緩斜面があり、近年まで焼畑農業が行われていた。
冬から早春にかけ山スキーや春山登山が盛んである。

## 山名の由来
江戸時代の中期に加賀藩と勝山藩が取立山の稜線を境に定めた、この頃この辺に、加賀藩の白峰（旧石川県白峰村から焼畑農業を目的に入植するものが増加した、勝山藩はこの季節的入植者に対し加賀者といって厳しく年貢取り立てたため「取立山」の由来が伝わる。

## 登山
福井県側から3つのルートの登山道があり、5月の開花期の頃には登山者で賑わう。山頂や支峰のこつぶり山からは間近に白山を望むことができる。1968年（昭和43年）に福井県で開催された国民体育大会（親切国体）の山岳競技の下見の際に、コースの外れの取立平のミズバショウの群生地が偶然発見された。周辺は豪雪地帯であり、雪解け後に湿原に白い花を咲かせる。登山口となる「東山いこいの森」にはキャンプ場などの施設がある。2004年（平成16年）2月3日から関西学院大学ワンダーフォーゲル部員14名が、東山いこいの森から取立山を経て赤兎山方面へスキーで縦走する際に大長山で身動きができなくなる山岳遭難事故が発生し、2月9日にヘリコプターにより全員救出された。

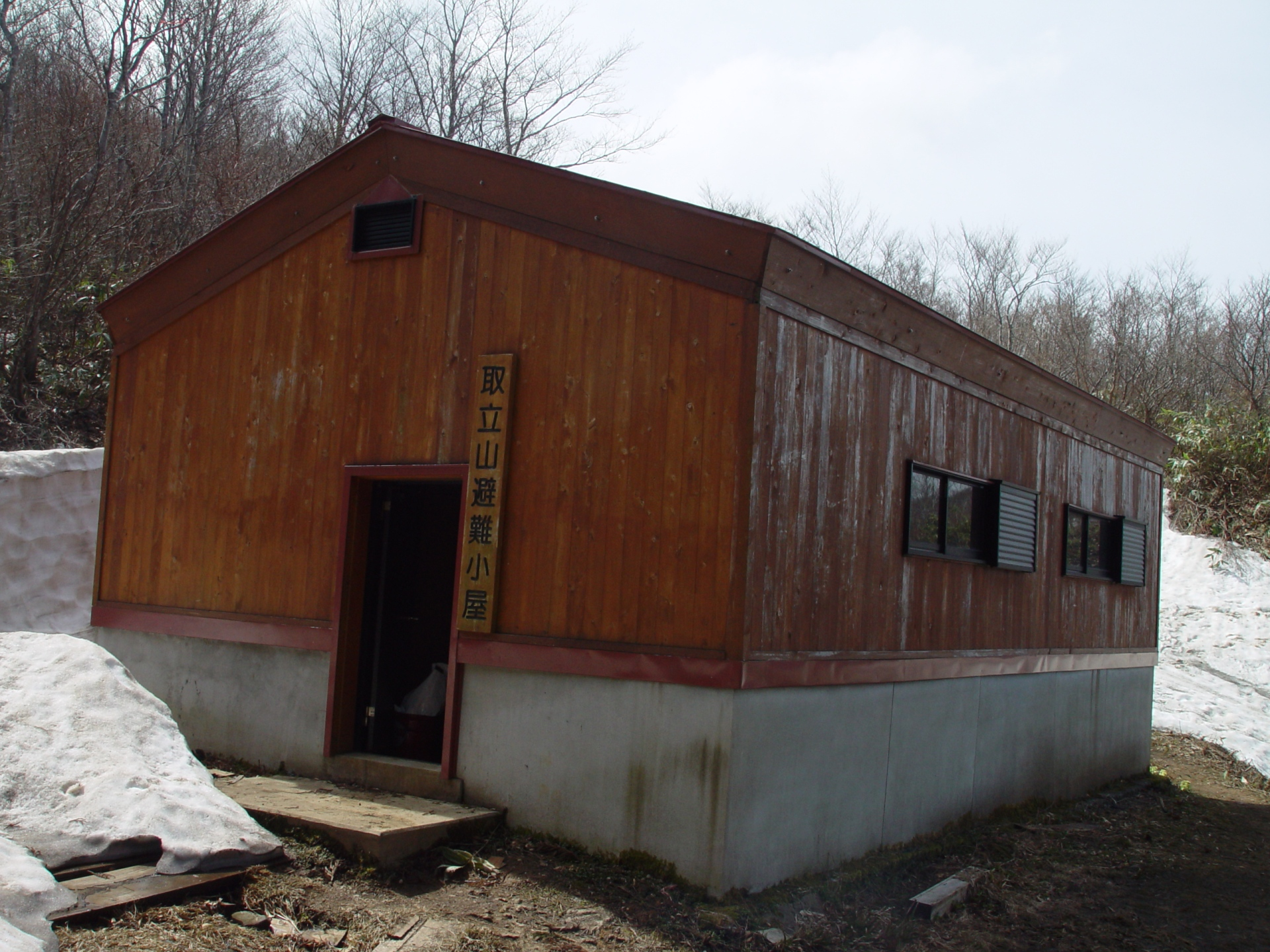
取立平避難小屋、収容20人
厳冬期は雪に埋もれる

### 登山道
- 国道157号、「東山いこいの森」- 1：30　山頂 - 0：30 - 取立平避難小屋　- 水芭蕉群生地　- こつぶり山
- 国道157号、「東山いこいの森」- 0：30　大滝(落差30 m)－ 1：00 - こつぶり山 - 水芭蕉群生地 - 0:30 -　山頂 
  - 周遊できるが大滝から登るルートは残雪の状態で閉鎖の場合がある。
- その他　谷峠より護摩堂峠を越えるルートと大長山からのルートがあるが、ヤブが深い場合があり主に冬期から早春の残雪時期に使用される。

### 周辺の山小屋
- 取立平避難小屋 - 収容人数20人。キャンプ指定地なし。厳冬期には数 mの積雪があり、雪に埋もれる[10]。

## 植物

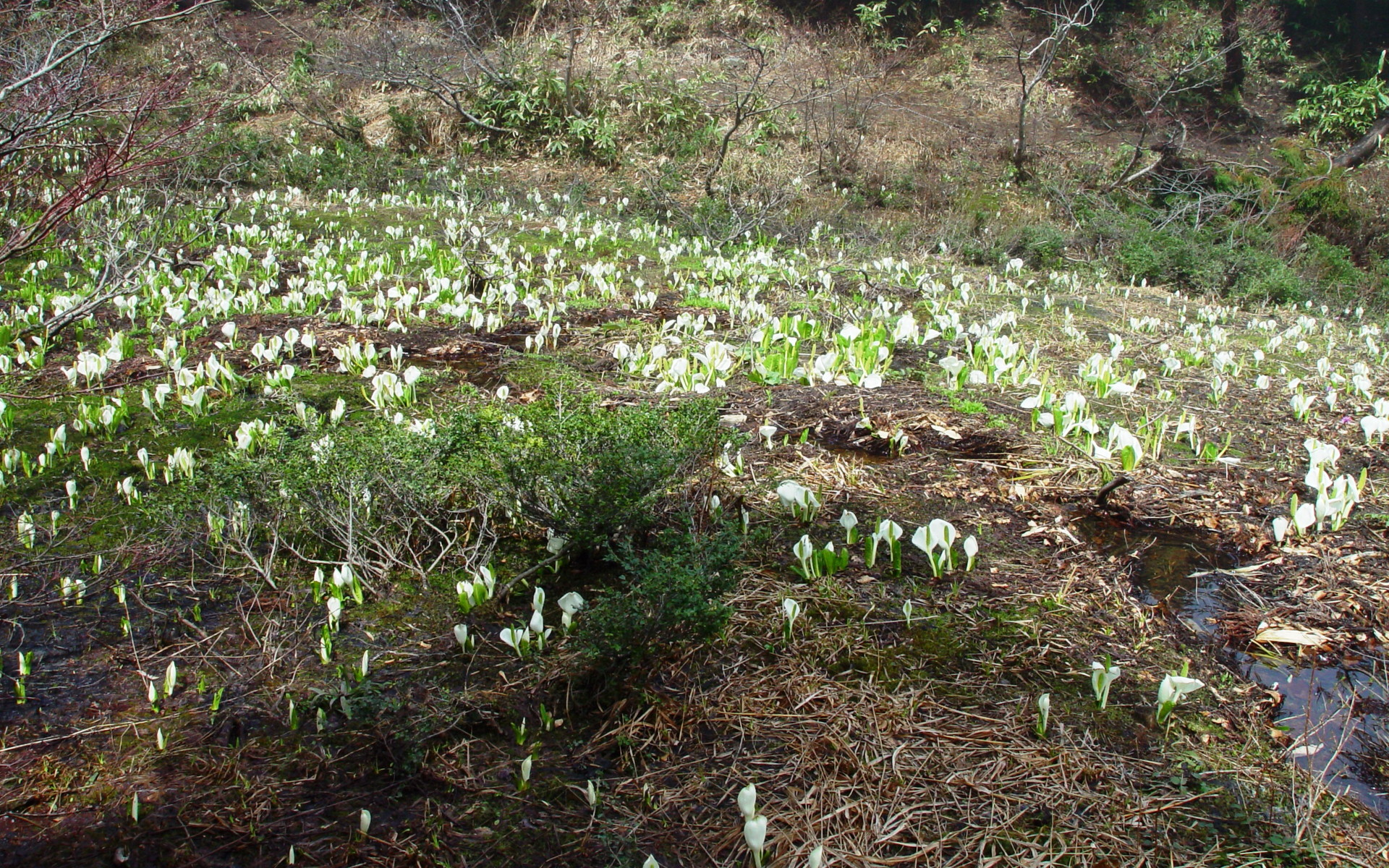
取立平のミズバショウ群生地
約0.5 ha、約2,000株

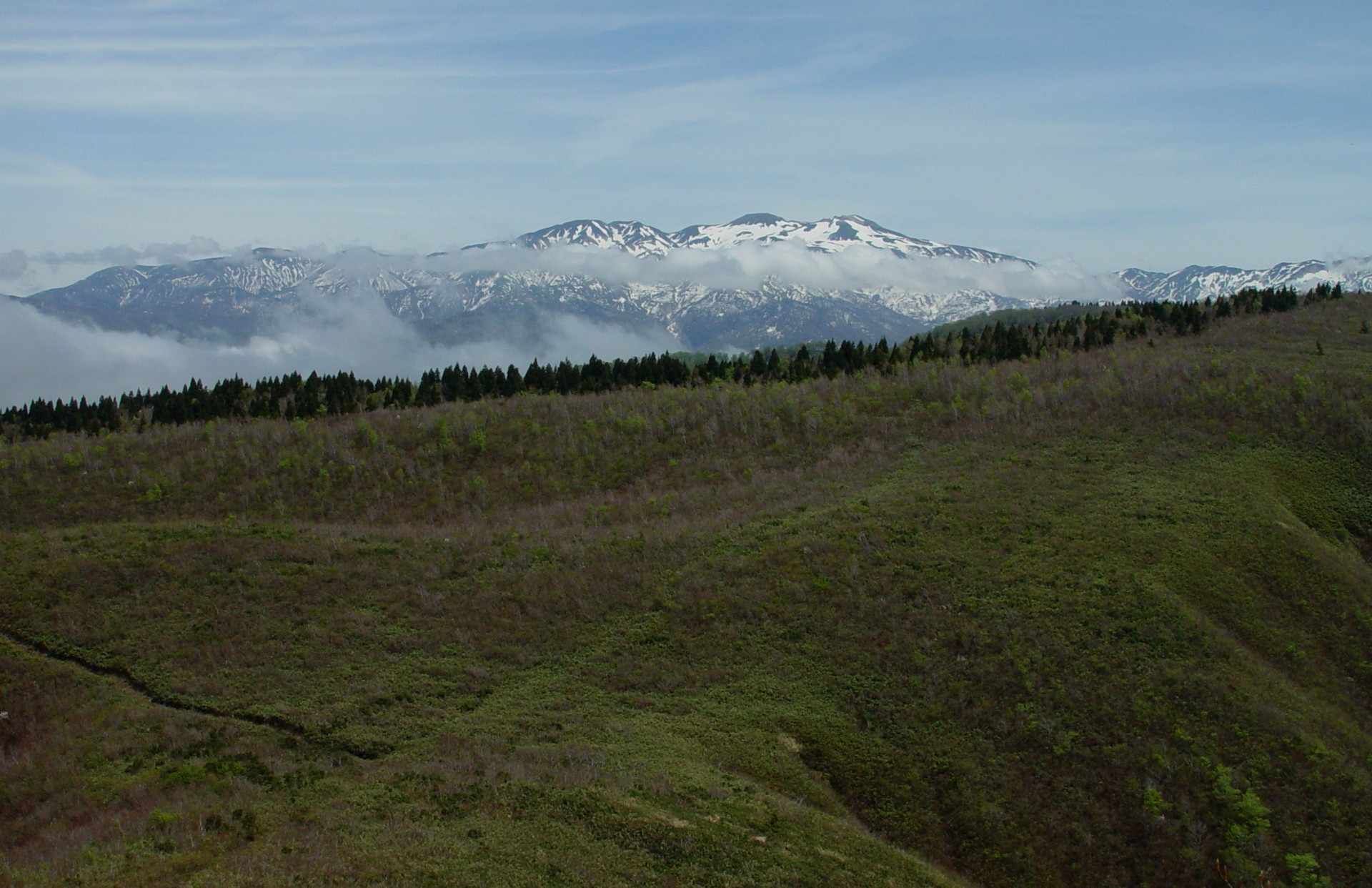
取立山から東に白山が望める

湿地の周辺には、マイヅルソウ、ミツバオウレン、ミツバノバイカオウレン、モウセンゴケ、コバギボウシなどが見られ、また湿地を囲む緩やかな斜面には、ノリウツギ、ハイイヌツゲ、ショウジョウバカマなどが生育する。登山道では、スミレ類、イワウチワ、ムラサキヤシオツツジ、コブシなどの花も見られる。

## 地理
両白山地の主稜線の三ノ峰から西に派生する長く延びる稜線上にある。山頂の北北東0.7 kmの加越県境に「こつぶり山」（1,264 m）がある。

### 周辺の山

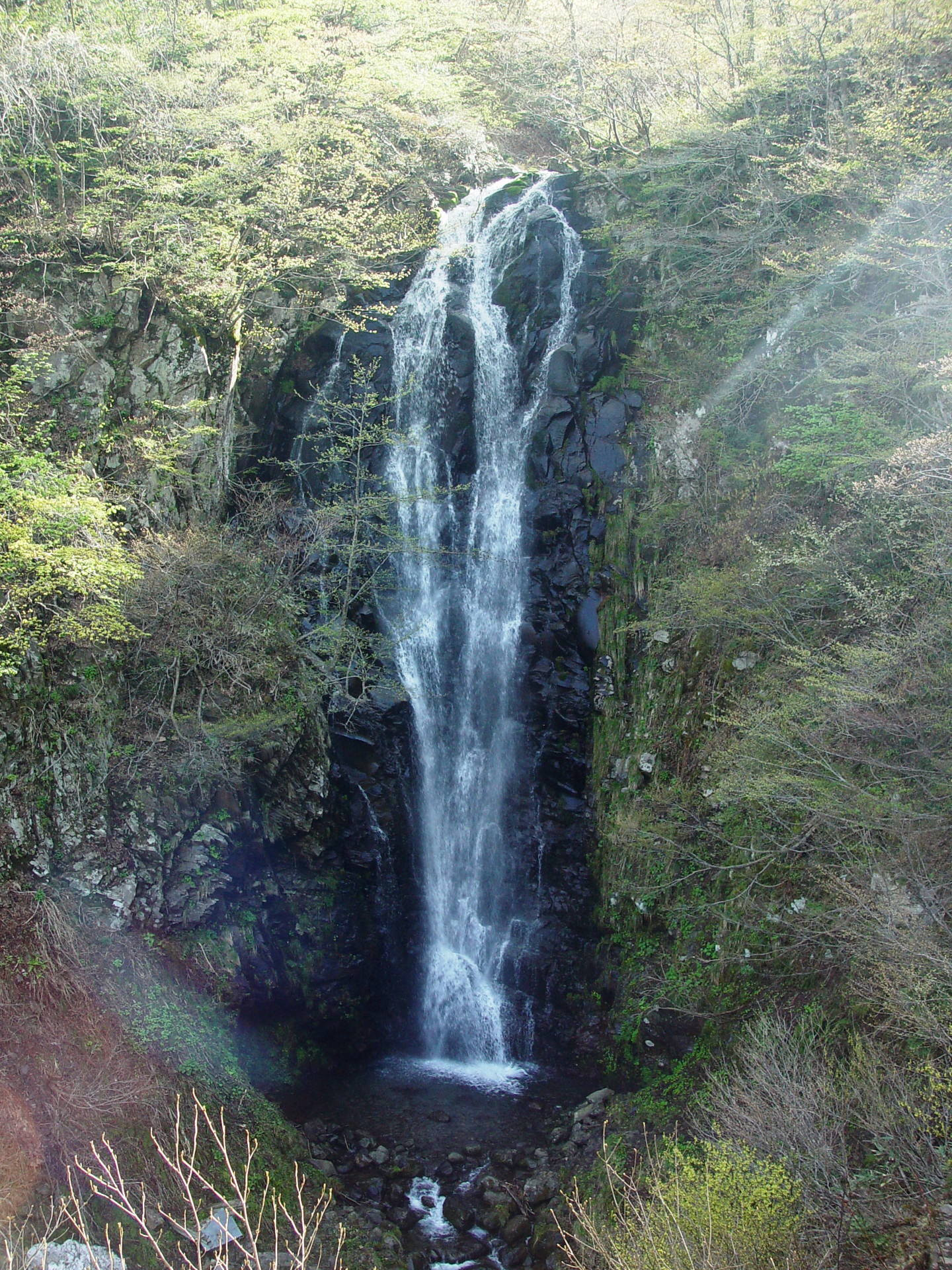
滝谷の大滝
落差30m
登山道が滝の右側の斜面を巻く

| 山容 | 山名     | 標高(m)  | 三角点等級 基準点名 | 取立山からの 方角と距離 (km) | 備考                        |
| ---- | -------- | -------- | ------------------- | ---------------------------- | --------------------------- |
|      | 白山     | 2,702.17 | 一等 「白山」       | 東北東 15.6                  | 日本百名山                  |
|      | 大日山   | 1,368    |                     | 西北西 12.1                  |                             |
|      | 取立山   | 1,307.22 | 三等 「取立」       | 0                            | 取立平避難小屋 水芭蕉群生地 |
|      | 大長山   | 1,671.42 | 二等 「大長山」     | 東南東 4.2                   |                             |
|      | 法恩寺山 | 1,356.66 | 三等 「法恩寺山」   | 南南西 5.0                   | 越前禅定道                  |
|      | 赤兎山   | 1,628.66 | 三等 「赤鬼山」     | 南東 6.5                     | 赤兎避難小屋                |
|      | 経ヶ岳   | 1,625.20 | 二等 「経ケ岳」     | 南 6.8                       | 日本三百名山                |

### 源流の河川
以下の日本海へと流れる河川の源流となる山である。
- 松倉谷 - 手取川水系明谷川の支流
- 滝谷、板谷 - 九頭竜川水系滝波川の支流。滝谷の上流部に落差30 mの大滝がある[11]。

### 周辺の峠
- 谷峠 - 下部に国道157号の谷トンネルがある。
- 護摩堂峠 - 護摩堂山（1,152 m）とこつぶり山との鞍部
- 小原峠 - 大長山と赤兎山との鞍部

### 交通・アクセス
- えちぜん鉄道勝山永平寺線勝山駅の東北東11.9 kmに位置する。
- 北陸自動車道福井北ICの東29.6 kmに位置する。
- 西山腹に国道157号が通り、南山腹に林道が通る。